# گیلم بالاگ
گیلم بالاگه (زاده ۱۹۶۸) روزنامه‌نگار فوتبال اسپانیا و نویسنده سرشناس است. او به‌طور منظم در Sky Sports Revista de la Liga کار می‌کند و همچنین برای برخی از روزنامه‌های بریتانیایی و همچنین چند روزنامه اسپانیایی نوشته‌است.